# Kipré Zunon
 (août 2025).
Kipré Zunon, né le 3 septembre 1999 à Yopougon, est un footballeur ivoirien. Il évolue au poste de milieu offensif au MC Alger.

## Biographie

### En club
Le 10 juillet 2024 Kipré Zunon rejoins le MC Alger en provenance du Azam FC pour une somme avoisinant les 275 000 euros pour un contrat de quatre ans soit jusqu’en 2028.
Le 24 janvier 2025 l’USM Alger reçoit le MC Alger pour le grand derby historique du football algérien, ce jour là le MC Alger remportera ce choc 3-0 grâce notamment à un but de Kipré à la 57e minute pour le 2-0.
Le 28 février 2025 le MC Alger reçoit le CS Constantine pour le cadre de la 18e journée, ce jour là le MC Alger remportera ce match 2-1 grâce notamment à un but de Kipré à la 10e minute permettant d’égaliser à 1-1.
Lors de sa première saison avec le MC Alger il remporte le Championnat d'Algérie et la Supercoupe d'Algérie.

## Statistiques

### En club
| Saison                | Club                  | Championnat           | Championnat | Championnat | Championnat | Coupe(s) nationale(s) | Coupe(s) nationale(s) | Coupe(s) nationale(s) | Supercoupe | Supercoupe | Supercoupe | Compétition(s) continentale(s) | Compétition(s) continentale(s) | Compétition(s) continentale(s) | Compétition(s) continentale(s) | Total | Total | Total |
| Saison                | Club                  | Division              | M.          | B.          | P.d.        | M.                    | B.                    | P.d.                  | M.         | B.         | P.d.       | Comp.                          | M.                             | B.                             | P.d.                           | M.    | B.    | P.d.  |
| 2024-2025             | MC Alger              | Ligue 1               | 24          | 3           | 3           | 2                     | 1                     | 0                     | 1          | 0          | 0          | CAF                            | 10                             | 1                              | 0                              | 37    | 5     | 3     |
| Total sur la carrière | Total sur la carrière | Total sur la carrière | 24          | 3           | 3           | 2                     | 1                     | 0                     | 1          | 0          | 0          | -                              | 10                             | 1                              | 0                              | 37    | 5     | 3     |

## Palmarès

### Palmarès en club
| Azam FC | MC Alger (2)                                                                      |
| --- | --------------------------------------------------------------------------------- |
| - Ligi Kuu Bara : - Vice-champion : 2024 - Coupe de Tanzanie : - Finaliste : 2023 et 2024 - Supercoupe de Tanzanie : - Finaliste : 2024 | - Ligue 1 (1) : - Champion : 2025 - Supercoupe d'Algérie (1) : - Vainqueur : 2024 |